# Рафаел Сабатини
Рафаел Сабатини (на английски: Rafael Sabatini) е английски писател от италиански произход, автор на исторически и приключенски романи, който твори през първата половина на ХХ век.

## Биография

### Произход и образование
Рафаел Сабатини е роден на 29 април в италианското градче Йези, в близост до адриатическия пристанищен град Анкона. Родителите на Сабатини са известни оперни певци. Майка му – Ана Трефорд е англичанка, а баща му Винченцо Сабатини – италианец и в семейството се говорят и двата езика. Родителите му гастролират по оперните сцени по целия свят и малкият Рафаел е изпратен при родителите на Ана, в малко село недалече от Ливърпул. Когато става на седем години, родителите му напускат сцената и семейството отново се събира заедно – този път в Порто, Португалия, където баща му открива певческа школа. Там Рафаел посещава католическо училище и научава португалски. След няколко години семейството се мести в Милано, Италия, а Рафаел е изпратен да продължи образованието си в училище в Швейцария, където овладява френски и немски.

### Търговска кариера
През 1892 г. на 17-годишна възраст Рафаел Сабатини завършва образованието си и започва работа в търговска кантора в Ливърпул и в продължение на близо 10 години работи усърдно – води търговска кореспонденция и превежда търговски документи. През този период започва да пише първите си произведения и публикува първите си разкази във водещи английски списания. Всичките си творби пише на английски език.
През 1902 г. излиза първият му роман „Поклонниците на Ивона“, който няма особен успех. След публикуването на втория си роман „Рицарят на таверната“ (1904), Сабатини се отказва от търговската кариера и се посвещава на литературата.
През 1905 г. се жени за Рут Диксън, дъщеря на преуспяващ търговец и младото семейство се установява да живее в Лондон. На 26 май 1909 г. им се ражда син – Рафаел-Анжело. По това време Сабатини изцяло е посветен на писателската си кариера и публикува по един роман всяка година. През този период публикува няколко забележителни произведения: романите „Съдът на херцога“ (1912), „Знамето на Бика“ (1915), „Морският ястреб“ (1915), както и два цикъла разкази „Исторически нощи“ (1917 и 1919).
По време на Първата световна война Рафаел Сабатини работи в британското разузнаване като преводач. Независимо че книгите му се радват на вниманието на читателите, като цяло неговата популярност е скромна.

### Писателска кариера
Всичко се променя през 1921 г., когато във Великобритания и САЩ издават романа му за френската революция „Скарамуш“, който съвсем неочаквано за всички се превръща в бестселър. През следващата 1922 г. „Одисеята на капитан Блъд“ донася на Сабатини още по-голяма известност и успех. Издателите започват трескаво да преиздават старите произведения на писателя. Едва сега, след 25 години напрегната литературна дейност Сабатини получава признание. Книгите му се екранизират, по мотивите им се поставят пиеси, за автора се печатат статии във вестници и списания. Литературната критика го провъзгласява за „Александър Дюма на съвременната белетристика“.
Рафаел Сабатини продължава да публикува по един роман всяка година. На 1 април 1927 г. при автомобилна катастрофа загива единственият му син. Смъртта му се отразява пагубно върху цялото семейство. Отношенията между Рафаел и Рут охладняват и през 1931 г. те се развеждат. През същата година Сабатини купува къща до реката, течаща по границата между Англия и Уелс, наречена Клок Мил и се установява да работи там.
През 1935 г. на 60-годишна възраст Рафаел Сабатини се жени повторно за Кристина Диксън, която е бивша жена на Хърбърт Диксън, брата на Рут. Животът на Сабатини отново се нормализира. Освен литературата той има още две любими занимания: риболова и ските. Всяка зима, освен през военните години Рафаел и Кристина почиват в курорта Аделбоден, Швейцария. Независимо че върховете в творчеството му са вече в миналото, 30-те години също са плодотворни. Сабатини пише „Завръщането на Скарамуш“ (1931) две продължения на капитан Блъд: „Дневникът на капитан Блъд“ (1931) и „Успехите на капитан Блъд“ (1936), а също така и още разкази от цикъла „Исторически нощи“ (1938). През 40-те години Сабатини пише все по-малко, има и сериозни здравословни проблеми. Но въпреки всичко той не престава да пише. През 1940 г. излиза „Маркиз дьо Карабас“, а през 1949 г. публикува една от най-добрите си книги – „Играчът“. Последната му книга – сборникът с разкази Turbulent Tales, излиза през 1950 г.
През зимата на 1950 г. Сабатини се разболява, но настоява да пътуват до Швейцария. На 13 февруари 1950 г. Рафаел Сабатини умира. Погребват го в Аделбоден. Втората му съпруга Кристина сама извайва скулптурата на надгробния му паметник. Като епитафия на паметника са издълбани собствените му думи, с които започва романът „Скарамуш“: „... Беше се родил с дарбата да се смее и с чувството, че светът е побъркан...“.

## За Рафаел Сабатини
„Беше се родил с дарбата да се смее и с чувството, че светът е побъркан. И това бе цялото му наследство.“
„В цялата история на приключенските романи няма начално изречение, което да се сравни с това. За Сабатини „Скарамуш“ е това, което „Тримата мускетари“ са за Дюма.“ – Артуро Перес-Реверте („Деветата порта“).

## Творчество
- The Lovers of Yvonne – The Lovers of Yvonne (The Suitors of Yvonne) (1902)
- Рицарят на Таверната – The Tavern Knight (1904)
- Барделис Великолепни – Bardelys the Magnifique (1906)
- Наследникът на лилиите – The Trampling of the Lilies (1906)
- Любов и оръжие – Love-At-Arms (1907)
- The Shame of Motley – The Shame of Motley (1908)
- Лятото на Свети Мартин – St. Martin's Summer (1909)
- Антъни Уайлдинг – Mistress Wilding (Anthony Wilding) (1910)
- Лъвската кожа – The Lion's Skin (1911)
- Съдът на херцога – The Justice of the Duke (1912)
- Животът на Чезаре Борджия – The Life of Cesare Borgia (1912)
- Заблуденият светец – The Strolling Saint (1913)
- Торквемада и испанската инквизиция – Torquemada and Spanish Inquisition (1913)
- The Gates of Doom – The Gates of Doom (1914)
- Морският ястреб – The Sea Hawk (1915)
- Знамето на Бика – The Banner of the Bull (1915)
- The Snare – The Snare (1917)
- Исторически нощи (Капризите на Клио) 1 – The Historical Nights' Entertainment 1st Series (1917)
- Исторически нощи (Капризите на Клио) 2 – The Historical Nights' Entertainment 2st Series (1919)
- Скарамуш – Scaramouche (1921)
- Одисеята на капитан Блъд – Captain Blood: His Odyssey (1922)
- Fortune's Fool – Fortune's Fool (1923)
- Каролинецът – The Carolinian (1924)
- Жътва – The Reaping (20-те)
- The Tyrant (пиеса) – The Tyrant (1925)
- Белларион – Bellarion the Fortunate (1926)
- The Nuptial of Corbal – The Nuptial of Corbal (20-те)
- Кучета господни – The Hounds of God (1928)
- The Romantic Prince – The Romantic Prince (1929)
- Кралският фаворит – The King's Minion (The Minion) (1930)
- Завръщането на Скарамуш – Scaramouche the Kingmaker (1931)
- Дневникът на капитан Блъд – The Chronicles of Captain Blood (Captain Blood Returns) (1931)
- Черният лебед – The Black Swan (1932)
- The Stalking Horse – The Stalking Horse (1933)
- Heroic Lives – Heroic Lives (1934)
- Венецианската маска – Venetian Masque (1934)
- Chivalry – Chivalry (1935)
- Успехите на капитан Блъд – The Fortunes of Captain Blood (1936)
- Последният крал – The Lost King (1937)
- Исторически нощи 3 – The Historical Nights' Entertainment 3st Series (1938)
- Мечът на исляма – The Sword of Islam (1939)
- Маркиз дьо Карабас – The Marquis of Carabas (Master-At-Arms) (1940)
- Колумб – Columbus (1941)
- King in Prussia (The Birth of Mischief)- King in Prussia (The Birth of Mischief) (1944)
- Играчът – The Gamester (1949)
- Капитан Блъд – Captain Blood (1961, London; издадена посмъртно)